# ホンダ・VTR
VTR（ブイティーアール）は、本田技研工業がかつて製造販売したオートバイである。

## 概要
型式名MC33。排気量250ccクラスの水冷4ストロークDOHC4バルブ90°V型2気筒エンジンを搭載。1982年から製造販売されたMC08型VT250Fを起源とするロードスポーツタイプの普通自動二輪車であり、本モデルはその5代目に該当する。
1998年の発売以降、数度の自動車排出ガス規制に適応させながらモデルチェンジを繰り返し、最終的には2017年まで製造販売されたロングセラーモデルとなった。車名はVTR1000F FIRE STORMのイメージを踏襲することに由来したもので、V-Twin Roadsports（Vツインロードスポーツ）の略である。
日本国内向け仕様のほか海外向け仕様も存在し、主たる輸出先はオーストラリアであった。燃料供給がPGM-FI電子式燃料噴射装置へ変更後はヨーロッパ向け仕様も製造されたが、北米向け輸出の実績はない。

## 車両解説
※本項では最初期の1998年モデルについて解説を行い、その後の設計・仕様変更については型式にわけて解説を行う。
1991年から製造販売されたMC25型XELVIS（ゼルビス）からのフルモデルチェンジ車となるが、開発コンセプトを常用域における良好な使い勝手と気負わず走る楽しさとし、キャリーオーバーとなるコンポーネンツも大きな設計変更を施されたのが特徴である。
車体面では、フレームが初代から継承されていたダブルクレードル型から新設計となるスチールパイプによるトラス構造のダイヤモンド型へ変更。またカウル類を廃止したネイキッドとなった。全長x全幅x全高：2,040x720×1,050（mm）・ホイールベース1,410mm・最低地上高170mm・シート高780mmに設定し、容量13Lの燃料タンクを装着する。

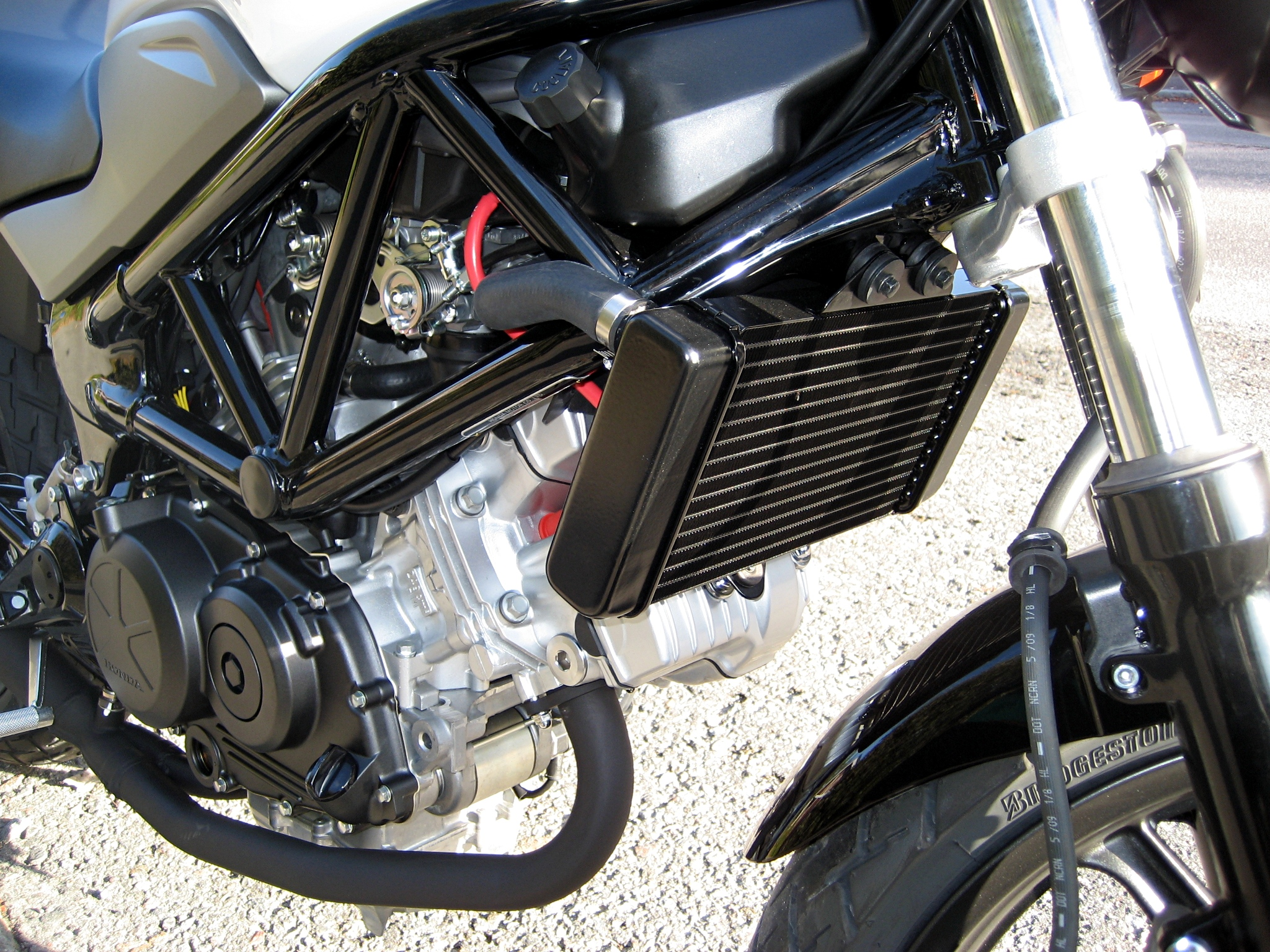
MC15E型エンジン

搭載される内径x行程：60.0x44.1（mm）・排気量249㏄・圧縮比11.0のMC15E型エンジンは、1986年から製造されたVT250シリーズ2代目となるMC15型からキャリーオーバーされつづけているが、低中速トルク向上を目的にシリンダーヘッド・インテークポート形状・カムシャフトのバルブタイミングおよびバルブリフト量を変更し、不等長エアファンネルを採用した。この結果、最高出力32ps/10,500rpm・最大トルク2.4kg-m/8,500rpmのスペックを発揮する。またマニュアルトランスミッションも低中速トルク向上によりMC25型XELVISまでの6段から5段へ変更を行った。
サスペンションは前輪が41mm径の正立テレスコピック、後輪が40mm径モノショックとしエンジン後端に直接結合させるピボットレス構造のスイングアームで、キャスター角は25°30´・トレール量は98mmに設定。タイヤは前輪110/70・後輪140/70の17インチとし、ブレーキは前輪296mm・後輪220mmのローター径によるシングルディスクを装着する。
車重は取り回しの容易さという観点からVT250シリーズ最軽量となる乾燥139㎏/装備153㎏である。

### MC33型

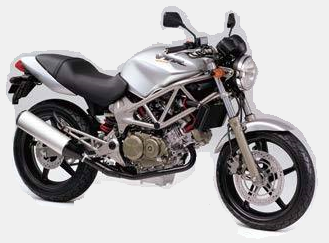
MC33型

1997年10月25日 - 11月5日に千葉県千葉市美浜区の幕張メッセで開催された第32回東京モーターショーに参考出品
された後、同年11月28日発表、1998年1月16日発売。
日本国内年間販売目標6,000台 消費税抜希望小売価格429,000円とし以下の車体色を設定。
- フォースシルバーメタリック
- イタリアンレッド
- ブラック

1999年8月31日、平成10年自動車排出ガス規制未適合車継続生産期限の同日をもって生産終了。

### BA-MC33型

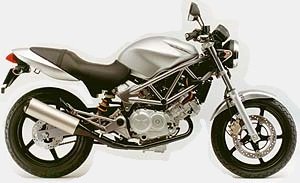
BA-MC33型

エキゾーストエアインジェクションシステム（二次空気導入装置）を搭載して平成10年自動車排出ガス規制に適合させ型式名に排出ガス識別記号BA-を付与したマイナーチェンジ車である。
スペック面では車重が乾燥140㎏/装備154㎏となったほか、以下の仕様変更を実施した。
- ハンドルをメッキ加工
- メーターパネル：濃青ベースに白文字→白ベースに黒文字へ変更
- プラグケーブルならびにリヤサスペンションスプリングカラー：赤→イエロー
- エンジンヘッドカバー・クランクケースカバー・フロントフォーク・ボトムケース→マグネシウムカラー→シルバー
- ホイールカラー：ガンメタ→ブラック（標準車）

#### 遍歴
2000年2月1日発表 同月2日発売
日本国内年間販売目標2,000台 消費税抜希望小売価格439,000円とし以下の標準車体色を設定。
- フォースシルバーメタリック
- キャンディグローリーレッド

車体色9パターンxフレームカラー3パターンxホイールカラー4パターンから計106パターンをユーザーが標準車の15,000円高で選べるカラーオーダーシステムを導入。
2002年12月18日発表 同月19日発表
日本国内年間販売目標1,500台 消費税抜希望小売価格449,000円とし以下の仕様変更を実施。
- 全長x全幅x全高：2,035x725×1,055（mm）・ホイールベース1,405mm・最低地上高155mmへ変更
- ハンドル位置を高く手前に変更
- タコメーターならびにハザードランプスイッチを追加
- シート高を足付き性向上のため20mm低くし760mmへ変更
- 車重が乾燥141kg/装備155kgへ増加
- 標準車体色を以下の2種へ変更
  -    キャンディタヒチアンブルー
  -    フォースシルバーメタリック

標準車の15,000円高で選べるカラーオーダーシステムを車体色6パターンxフレームカラー3パターンxホイールカラー3パターンからの計52パターンに縮小。
2007年1月22日発表 同月24日発売
日本国内年間販売目標1,500台 消費税抜希望小売価格460,000円とし以下の仕様変更を実施。
- カラーオーダーシステムを廃止
- フレームをシルバー塗装へ統一
- スイングアーム・ステップホルダー・フロントフォークボトムケースをブラック塗装へ統一
- 車体色を以下の4パターンへ変更
  -    パールコスミックブラック
  -    キャンディタヒチアンブルー
  -    イタリアンレッド
  -    パールシャイニングイエロー

2007年8月31日
平成10年自動車排出ガス規制適合車継続生産期限の同日をもって生産終了。

### JBK-MC33

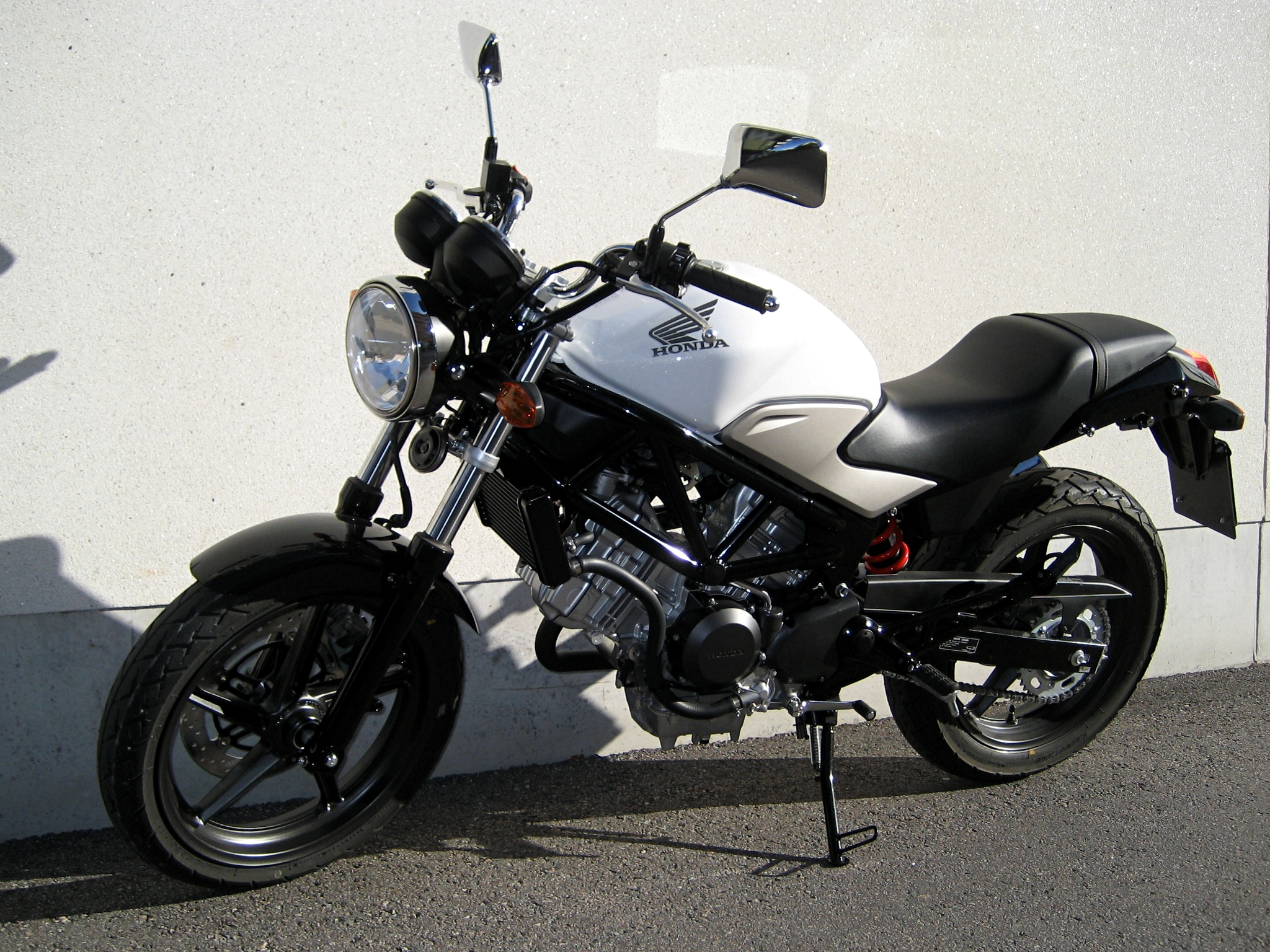
JBK-MC33型

平成18年自動車排出ガス規制に適合させ型式名に排出ガス識別記号JBK-を付与したフルモデルチェンジ車である。
BA-MC33型から最大の変更点は、MC15E型エンジンに施した以下の対策にある。
- 燃料供給をVD10型キャブレターから、32bitプロセッサによるECU[19]で制御するPGM-FI電子式燃料噴射装置へ変更
- エアクリーナーケース容量を6.2L→6.4Lへ増量[20]
- エキゾーストマニホールド集合部にO2センサーならびにプリ マフラー内部にメインのキャタライザーを内蔵[21]

この結果スペックは最高出力30ps〔22Kw］/10,500rpm・最大トルク2.2kg-m〔22N・m］/8,500rpmとなった。
車体面ではフレームは継承しつつも剛性の見直しを行い、シートならびにテールカウル形状およびバッテリー搭載位置を変更した結果シート下に小物入れを新設。このほか燃料タンクのリデザインによる容量13→12Lへの減少やサイドカバーデザイン変更も実施し、全長も2,080mmとなったほか車重は161kgとなった。
連結子会社のホンダアクセスからカスタマイズパーツとして、ビキニカウル・センターカウル・アンダーカウル・シングルシートカウル・サイドバックセット等が用意された。それぞれ組み合わせて装着することが可能である。
また全編オーストラリアメルボルンでのロケーション撮影によるスポットCMが制作されたほか、同社8代目代表取締役社長の八郷隆弘が愛車として保有する。

#### 遍歴
2009年2月20日発表 同年3月6日発売
日本国内年間販売目標3,000台で以下のバリエーションを設定
STYLE I：消費税抜希望小売価格530,000円
- 車体色
  -    イタリアンレッド
  -    グラファイトブラック
- ホイール・ブレーキキャリパー
  -    ブラック
- リヤカウル・サイドカバー
  -    アキュレイトシルバーメタリック

| STYLE II パールサンビームホワイト第41回東京モーターショー2009出品車  |  | STYLE II パールサンビームホワイト第41回東京モーターショー2009出品車 |
| STYLE II パールサンビームホワイト 第41回東京モーターショー2009出品車 |  |                                                                     |

STYLE II：消費税抜希望小売価格540,000円
- 車体色・リヤカウル
  -    パールサンビームホワイト
  -    グリントウェーブブルーメタリック
  -    パールフラッシュイエロー
- ホイール・ブレーキキャリパー
  -    ゴールド
- サイドカバー
  -    マットレイシルバー

2010年6月29日発表 同年7月16日発売
日本国内年間販売目標2,500台 消費税抜希望小売価格540,000円に修正ならびに以下の仕様変更を実施
- STYLE I・STYLE IIのバリエーションを廃止し以下の車体色に集約
  -    パールサンビームホワイト
  -    グリントウェーブブルーメタリック

以下の仕様を持つB-STYLEを追加
- 車体色
  -    グラファイトパールコスミックブラック
- フレームカラー
  -    イタリアンレッド

2012年2月9日発表 同月16日発売
日本国内年間販売目標1,400台に修正しB-STYLEを除いた車体色を以下に変更
- キャンディブレイシングレッド
- デジタルシルバーメタリック

2013年2月12日発表 同月14日発売
日本国内年間販売目標3,500台に修正し以下の仕様変更を実施したVTR-Fを追加
- ハーフカウル装着
  - そのため全高が60mmアップの1,115mmならびに車重が3kg増の164㎏へ変更
- 中央に大型アナログ式タコメーターを配置し下側の液晶ディスプレイにデジタル速度計・時計・ツイントリップメーター・オドメーターを設置
- 車体色は以下の2種
  -    パールサンビームホワイト
  -    パールコスミックブラック
- 消費税抜希望小売価格：560,000円

VTRは以下の変更を実施
- PGM-FI電子式燃料噴射装置のセッティング変更で低回転域のスロットルリニアリティーを向上
- サスペンションセッティングを変更
- シリンダー・シリンダーヘッド・ホイール・フロントサスペンションボトムケース・スイングアームをブラック塗装
- 車体色を以下の3種に変更
  -    マグナレッド
  -    グラファイトブラック
  -    パールフェイドレスホワイト

2014年7月14日発表 同月18日発売
バリエーションモデルVTR Type LDを追加
- サスペンションセッティングを変更し全高ならびに最低地上高を10mmダウン それぞれ1,045mm・145mmに設定
- シート高を740mmに設定

既存モデルのVTR・VTR-Fに以下のマイナーチェンジを実施
- シート高を5mm下げて755mmに変更
- リヤサスペンションのセッティング変更

3バリエーション共通で以下の仕様変更を実施
- 後タイヤを140/60-17とし前輪も含めてバイアス→ラジアル化
- 日本国内年間販売目標をシリーズ合計で3,500台に修正

車体色ならびに消費税抜希望小売価格をバリエーション毎で以下に変更
VTR：554,000円
- 車体色
  -    デジタルシルバーメタリック
  -    パールサンビームホワイト
  -    グラファイトブラック
- フレームカ
  -    レッド
- ホイール
  -    ゴールド

VTR-F：574,000円
- 車体色
  -    パールサンビームホワイト
  -    パールコスミックブラック
- フレーム
  -    シルバー
- ホイール
  -    ゴールド

VTR Type LD：564,000円
- 車体色
  -    マグナレッド
  -    パールサンビームホワイト
- フレーム
  -    レッド
- ホイール
  -    ゴールド

2016年10月20日発表 同月21日発売
以下の特別塗装を施したVTR Special Editionを消費税抜希望小売価格574,000円で追加
- 車体色
  -    マットビュレットシルバー
- フレーム
  -    ブラック
- ホイール
  -    マッドグレー

日本国内年間販売目標をシリーズ合計で1,400台に修正し既存3バリエーションは価格据置で以下の車体色へ変更
VTR・VTR Type LD
- 車体色
  -    パールサンビームホワイト
  -    キャンディープロミネンスレッド
- フレーム
  -    シルバー

VTR-F
- 車体色
  -    マットガンパウダーブラックメタリック
- フレーム
  -    レッド

2017年8月31日
2016年7月1日に施行された欧州Euro4とWMTCを参考とした規制値および区分の平成28年自動車排出ガス規制に対応させず、平成18年規制に基く継続生産車である本モデルは同日をもって生産終了。